# Silas Weir Mitchell
Silas Weir Mitchell (Filadelfia, 30 de septiembre de 1969) es un actor estadounidense conocido por interpretar frecuentemente personajes atormentados o inestables emocionalmente.

## Biografía
Descendiente del médico y neurólogo Silas Weir Mitchell, al finalizar la educación secundaria, estudió Teatro en la sede de San Diego de la Universidad de California. Después de graduarse, se mudó a la ciudad de Los Ángeles. Comenzó su carrera artística a mediados de los años 90 y desde entonces ha participado en más de una veintena de largometrajes, así como en más de 50 series y telefilmes.
Entre sus roles televisivos más destacados se encuentran el de Eli Stram en la serie 24, Charles 'Haywire' Patoshik en Prison Break y Donny Jones en My Name Is Earl.  Sus créditos incluyen además, participaciones en incontables series, entre ellas, ER, NYPD Blue, Nash Bridges, JAG, CSI: New York, Cold Case, CSI: Crime Scene Investigation, Burn Notice, Numb3rs, The Good Guys y The Mentalist, por nombrar sólo algunas.
Hasta marzo de 2017 estuvo interpretando el rol protagonista de Eddy Monroe, en la serie televisiva de corte sobrenatural Grimm, cuyo elenco encabeza David Giuntoli.
Uno de sus primeros largometrajes fue el thriller de acción protagonizado por Steven Seagal, The Patriot (1998), en el que interpretó el papel de Pogue. Su carrera continuó con títulos como Rat Race (2001); The Whole Ten Yards (2004), un thriller en tono de comedia protagonizado por Bruce Willis y Matthew Perry; también integró el elenco del film de Clint Eastwood nominado a dos premios Oscar, Flags of Our Fathers (2006) y Halloween II (2009), entre otros.
Silas es un apasionado del teatro, ámbito en el que ha dirigido, producido y protagonizado numerosas obras, tanto clásicas como contemporáneas, presentadas en la ciudad de Los Ángeles y sus alrededores. Recientemente ha hecho sus primeras incursiones detrás de las cámaras, dirigiendo el cortometraje Song in a Convenience Store (2010), presentado en varios festivales internacionales, incluyendo el Festival de Cine de Atenas, donde ganó el primer premio en su categoría.
En octubre de 2011, Mitchell comenzó a aparecer en la serie de televisión  de la NBC Grimm.

## Filmografía

### Como actor
| Lista de actuaciones en cine y televisión | Lista de actuaciones en cine y televisión | Lista de actuaciones en cine y televisión | Lista de actuaciones en cine y televisión                            |
| Año                                       | Título de Serie/película                  | Papel                                     | Notas                                                                |
| ----------------------------------------- | ----------------------------------------- | ----------------------------------------- | -------------------------------------------------------------------- |
| 1995                                      | Silk Stalkings                            | Peter Raymond Wicker                      | episodio "The Lonely Hunter"                                         |
| 1995                                      | The Marshal                               | Willy                                     | episodio "The New Marshal"                                           |
| 1996                                      | Playing Dangerous 2                       | Gregor Tarnopol                           |                                                                      |
| 1996                                      | The Big Easy                              | Lyle Tillman                              | episodio "Big Life"                                                  |
| 1997                                      | Private Parts                             | Paciente                                  |                                                                      |
| 1997                                      | Caroline in the City                      | Louis                                     | episodio "Caroline and the New Neighbour"                            |
| 1997                                      | Quicksilver Highway                       | Bryan Adams                               | Película de TV                                                       |
| 1997                                      | Dark Skies                                | Convicto                                  | episodio "Strangers in the Night"                                    |
| 1997                                      | Sins of the Mind                          | Anderson                                  | Película de TV                                                       |
| 1997                                      | Julian Po                                 | Stonewall                                 |                                                                      |
| 1997–98                                   | ER                                        | Luis/Marcus Hainey                        | episodios "Ambush" y "Stuck on You"                                  |
| 1997–2000                                 | NYPD Blue                                 | Tony/Luke                                 | episodios "Remembrance of Humps Past" and "Everybody Plays the Mule" |
| 1998                                      | C-16: FBI                                 |                                           | episodio "The Art of War"                                            |
| 1998                                      | The Patriot                               | Pogue                                     |                                                                      |
| 1998                                      | Route 9                                   | Agente Paul Danning                       | Película de TV                                                       |
| 1998                                      | Vengeance Unlimited                       | Capitán Jesse Fisher                      | episodio "Dishonorable Discharge"                                    |
| 1999                                      | Bingo                                     | Harry                                     |                                                                      |
| 1999                                      | The X-Files                               | Dougie                                    | episodio "Aqua Mala"                                                 |
| 1999                                      | Inferno                                   | Jesse Hogan                               |                                                                      |
| 1999                                      | Absence of the Good                       | Jack Gaskin                               | Película de TV                                                       |
| 1999                                      | The Pretender                             | Luke Carlo                                | episodio "Risque Business"                                           |
| 2000                                      | Other Voices                              | Hombre llorando                           |                                                                      |
| 2000                                      | The Practice                              | Anthony Brickman                          | episodes "New Evidence" and "Hammerhead Sharks"                      |
| 2000                                      | Nash Bridges                              | Roy McNair                                | episodios "Jackpot: Part 1" and "Jackpot: Part 2"                    |
| 2001                                      | Rat Race                                  | Lloyd                                     |                                                                      |
| 2002                                      | The Agency                                |                                           | episodio "The Golden Hour"                                           |
| 2002                                      | 24                                        | Eli Stram                                 | 5 episodios                                                          |
| 2002                                      | Ant                                       | Bertrand                                  | Cortometraje                                                         |
| 2002                                      | Johnson County War                        | Mitch Slaughter                           | Película de TV                                                       |
| 2002                                      | Push, Nevada                              | Ruhk                                      | episodio "The Black Box"                                             |
| 2002                                      | Ethan and Alan                            | Ethan                                     |                                                                      |
| 2002                                      | Birds of Prey                             | Syrus Waters (Slick)                      | episodio "Slick"                                                     |
| 2002                                      | Boomtown                                  | Erik Sorenson                             | episodio "Coyote"                                                    |
| 2003                                      | Six Feet Under                            | Dion Corelli                              | episodio "The Trap"                                                  |
| 2003                                      | A Painted House                           | Jimmy Dale                                | Película de TV                                                       |
| 2003–05                                   | Cold Case                                 | James Hogan                               | episodios "Sherry Darlin'" and "Kensington"                          |
| 2004                                      | CSI: Miami                                | Ralph Durst                               | episodio "Stalkerazzi"                                               |
| 2004                                      | The Whole Ten Yards                       | Yermo                                     |                                                                      |
| 2004                                      | Crossing Jordan                           | Frank Jones/Alastair Dark                 | episodio "Revealed"                                                  |
| 2004                                      | Life on Liberty Street                    | Derek                                     | Película de TV                                                       |
| 2005                                      | Heart of the Beholder                     | Lester                                    |                                                                      |
| 2005                                      | Medium                                    | Deranged Husband                          | episodio "A Couple of Choices"                                       |
| 2005                                      | JAG                                       | Reese Pardee                              | episodio "Two Towns"                                                 |
| 2005                                      | CSI: NY                                   | David Scott                               | episodio "Crime and Misdemeanor"                                     |
| 2005                                      | Detective                                 | Robbins                                   | Película de TV                                                       |
| 2005                                      | Fathers and Sons                          | Max (sin acreditar)                       | Película de TV                                                       |
| 2005                                      | Strong Medicine                           | Wade                                      | episodio "Paternity Test"                                            |
| 2005                                      | McBride: Anybody Here Murder Marty?       | Joseph Devine                             | Película de TV                                                       |
| 2005                                      | CSI: Crime Scene Investigation            | Willie Angel                              | episodio "Room Service"                                              |
| 2005–07                                   | Prison Break                              | Charles "Haywire" Patoshik                | 9 episodios                                                          |
| 2005–08                                   | My Name Is Earl                           | Donny Jones                               | 6 episodios                                                          |
| 2006                                      | The PTA                                   |                                           | episodio "Can't Do"                                                  |
| 2006                                      | Monk                                      | Gerente de farmacia                       | episodio "Mr. Monk and the Garbage Strike"                           |
| 2006                                      | Flags of Our Fathers                      | Técnico de laboratorio                    |                                                                      |
| 2006                                      | The Phobic                                | Vladimir Narcijac                         |                                                                      |
| 2006                                      | Without a Trace                           | Luke Seaver                               | episodio "The Things with Feathers"                                  |
| 2007                                      | Lesser of Three Evils                     | Gerente de Motel                          | episodio Fist of the Warrior                                         |
| 2007                                      | The Gray Man                              | Albert Fish, Jr.                          |                                                                      |
| 2007                                      | Dexter                                    | Ken Olson                                 | episodio "Dex, Lies and Videotape"                                   |
| 2007                                      | Crazy                                     | Neal                                      |                                                                      |
| 2008                                      | 1%                                        | Wild Man Sam                              | Película de TV                                                       |
| 2008                                      | Prairie Fever                             | Frank                                     | Video                                                                |
| 2008                                      | The Closer                                | Father Chris Donahue                      | episodio "Tijuana Brass"                                             |
| 2008                                      | The Shield                                | Father Morton                             | episodio "Parricide"                                                 |
| 2008–09                                   | Burn Notice                               | Seymour                                   | episodios "Rough Seas" y "Seek and Destroy"                          |
| 2009                                      | Waiting for Jevetta                       |                                           |                                                                      |
| 2009                                      | Law & Order: Special Victims Unit         | Owen Walters                              | episodio "Liberties"                                                 |
| 2009                                      | Mental                                    | Vincent Martin                            | episodio piloto                                                      |
| 2009                                      | Halloween II                              | Chett Johns                               |                                                                      |
| 2009                                      | Otis E.                                   | Stanley                                   |                                                                      |
| 2009                                      | Numb3rs                                   | Darren Drew                               | episodio "Dreamland"                                                 |
| 2010                                      | A Fork in the Road                        | Karl Rogers                               |                                                                      |
| 2010                                      | The Killed                                |                                           |                                                                      |
| 2010                                      | Heaven's Rain                             | Ake                                       |                                                                      |
| 2010                                      | Circle                                    | Bennett                                   |                                                                      |
| 2010                                      | Sami's Cock                               |                                           |                                                                      |
| 2010                                      | The Good Guys                             | Vic                                       | episodio "Little Things"                                             |
| 2011                                      | The Mentalist                             | Arthur Coffey/Ralph Mercer                | episodio "Bloodhounds"                                               |
| 2011–2017                                 | Grimm                                     | Monroe                                    | Papel Principal                                                      |
| 2012                                      | Huyendo del pasado                        | Levi                                      |                                                                      |
| 2024                                      | Detained                                  | Sullivan                                  |                                                                      |

### Como director
- Song in a Convenience Store (2010)

### Como productor
- Cat Dancers (2008) (TV) (productor ejecutivo)
- Ant (2002) (productor)